# Fort White (Floryda)
Fort White – miasto w Stanach Zjednoczonych, w stanie Floryda, w hrabstwie Columbia.